# Герб Серпуховского района
Герб Серпуховского района — официальный символ Серпуховского района Московской области. Утверждён решением Совета депутатов Серпуховского муниципального района от 23 декабря 1998 № 2/26, внесён в Государственный геральдический регистр Российской Федерации — № 412.

## Описание
Официальное описание герба:
В зелёном поле повышенный узкий серебряный пояс, вверху над которым золотой павлин, с червлёными (красными) блёстками на перьях распущенного хвоста и с червлёными (красными) глазами; а внизу золотой зубр с чёрными рогами, глазами и копытами.

## Обоснование символики
Серпуховским район расположен на берегах реки Оки, обозначенной в гербе серебряным поясом; зелёный цвет отражает красоту местной природы и сельскохозяйственную направленность района. Павлин — основной элемент исторического герба города Серпухова, подчёркивающий неразрывность города и района. Жемчужиной Серпуховского края является Приокско-террасный заповедник, основанный в 1945 году. На территории заповедника имеются представители флоры и фауны различных климатических зон страны. Уникальной достопримечательностью заповедника являются зубры, которые символизируют заботу об охране природы. Зелёный цвет — символ весны, радости, плодородия, возрождения и здоровья. Сере6ро — символ простоты, совершенства, благородства и взаимосотрудничества. Золото — символ прочности, силы, великодушия, богатства и солнечного света.
Авторы герба: Владимир Назаров (г. Москва), Константин Мочёнов (г. Химки); художник — Р. И. Маланичев (г. Москва).